# Susanne Lippmann

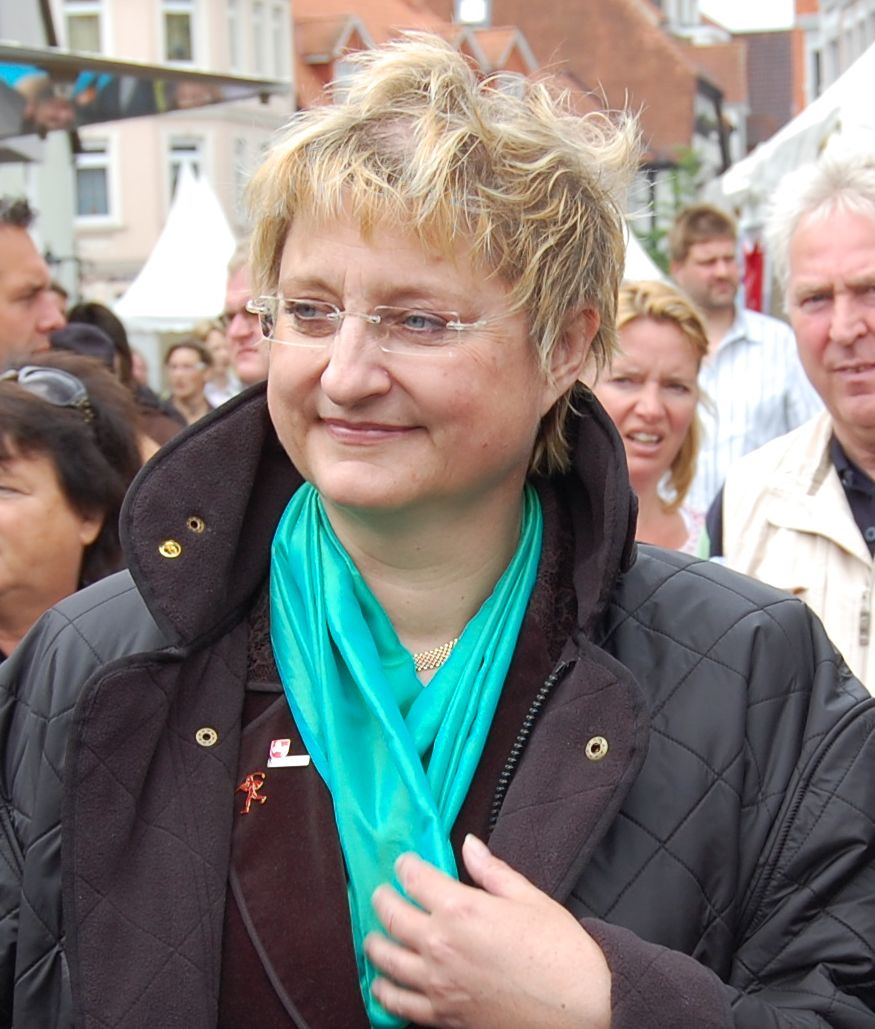
Susanne Lippmann (2009)

Susanne Lippmann (* 26. März 1961 in Hannover) ist eine deutsche parteilose Politikerin. Sie war von 2006  bis 2014 Oberbürgermeisterin der Stadt Hameln.

## Werdegang

### Beruflicher Werdegang
Susanne Lippmann studierte Rechtswissenschaften in Marburg und Gießen. Ihre Referendarzeit absolvierte sie in Niedersachsen und Österreich. 1990 legte sie ihr Staatsexamen ab. Anschließend war Lippmann in verschiedenen Leitungsfunktionen innerhalb der Landesregierung Niedersachsens tätig, u. a. im Wirtschaftsministerium und im Innenministerium. Hauptsächlich war sie verantwortlich für Kommunale Angelegenheiten und für Sparkassen.

### Politischer Werdegang
Im Jahr 2006 wurde Susanne Lippmann von der SPD als Kandidatin für das Amt der Oberbürgermeisterin der Stadt Hameln aufgestellt. In einer Stichwahl am 24. September 2006 erhielt sie 52,5 Prozent der Stimmen. Lippmann trat ihr Amt am 1. November 2006 an. Sie war in Niedersachsen die erste Frau an der Spitze einer großen selbständigen Stadt. Während ihrer Amtszeit initiierte Susanne Lippmann das Projekt „Familie im Zentrum“. Kernstück ist eine Anlaufstelle für Familien in der Hamelner Innenstadt, die 2011 eröffnet wurde. Am 31. Oktober 2014 endete ihre Amtszeit als Oberbürgermeisterin von Hameln, nachdem sie nicht mehr  kandidierte.

## Mitgliedschaften
Sie war Vorsitzende des Verwaltungsrates der Stadtsparkasse Hameln und ist Vorsitzende des Kuratoriums der Eugen-Reintjes-Stiftung. Im Netzwerk Erweiterter Wirtschaftsraum Hannover fungiert Lippmann derzeit als stellvertretende Vorsitzende. Das Netzwerk ist von ihr im Jahr 2010 mit ins Leben gerufen worden. Susanne Lippmann engagiert sich ehrenamtlich für den Deutschen Mieterbund. 2011 wurde sie zur Landesvorsitzenden des Deutschen Mieterbundes Niedersachsen-Bremen e. V. gewählt. Außerdem ist sie Mitglied im Rundfunkrat des NDR.